# Пащенко, Степан Даниилович
Степан Данилович Пащенко (1793—1871) — генерал-лейтенант русской императорской армии, участник Наполеоновских войн.

## Биография
Родился в 1793 году.
Получив домашнее воспитание, 6 октября 1811 года он поступил на службу юнкером в батарейную роту 18-й артиллерийской бригады, с которой принял участие в Отечественной войне 1812 года; за отличие в сражениях с французами 16 апреля 1813 года получил чин прапорщика. Заграничный поход Пащенко завершил в 1814 году вступлением с войсками в Париж.
По возвращении в Россию Пащенко служил в разных батареях 9-й, 18-й и 11-й бригад; в составе последней Пащенко участвовал в русско-турецкой войне 1828—1829 годов и за отличие получил 1 октября 1828 года орден Св. Владимира 4-й степени с бантом.
В 1831 году Пащенко был в рядах войск, усмирявших польский мятеж и 2 сентября его храбрость была вознаграждена орденом св. Анны 3-й степени с бантом.
В феврале 1834 года он, уже в чине штабс-капитана, был переведён в 5-ю артиллерийскую бригаду с назначением командиром резервной № 2-й батареи и в том же году получил чин капитана. Кроме того, 3 декабря 1834 года он за беспорочную выслугу 25 лет в офицерских чинах был награждён орденом Св. Георгия 4-й степени (№ 5077 по кавалерскому списку Григоровича — Степанова).
22 сентября 1836 года Пащенко был определён командиром подвижного запасного парка 17-й артиллерийской бригады, а 25 июня 1838 года произведён в подполковники. Получив затем, 27 марта 1855 года, чин генерал-майора, Пащенко состоял командиром 16-й гарнизонной артиллерийской бригады, а с 1858 года в запасных войсках и по полевой пешей артиллерии.
11 февраля 1861 года он вышел в отставку с чином генерал-лейтенанта и поселился в Томске, где и умер 5 (17) декабря 1871 года.